# Альберт Лауцеміс
Альберт Лауцеміс (нім. Albert Lauzemis; 12 березня 1918, Мемель — 10 квітня 1944, Атлантичний океан) — німецький офіцер-підводник, капітан-лейтенант крігсмаріне. Кавалер Німецького хреста в золоті.

## Біографія
3 квітня 1937 року вступив на флот. З червня 1940 по лютий 1941 року пройшов курс підводника, після чого служив 2-м (потім 1-м) вахтовим офіцером підводного човна U-68, яким командував Карл-Фрідріх Мертен. Взяв участь у трьох походах, під час яких були потоплені 11 кораблів загальною водотоннажністю понад 63 000 тонн. В травні 1942 року пройшов курс командира човна. З 18 травня 1942 року — командир U-139, з 1 липня 1942 по 3 січня 1943 року — U-37, з 21 січня по 16 червня і з 30 липня 1943 року — U-68, на якому здійснив 5 походів (разом 228 днів у морі). 10 квітня 1944 року човен був виявлений патрульною авіацією союзників та затоплений північно-західніше острову Мадейра глибинними бомбами і ракетами двох американських бомбардувальників «Евенджер» і «Вайлдкет» з ескортного авіаносця «Гуадалканал». 1 член екіпажу вцілів, 56 (включаючи Лауцеміса) загинули.
Всього за час бойових дій потопив 6 кораблів загальною водотоннажністю 27 847 тонн.
| Дата              | Назва корабля           | Тип               | Тоннаж | Вантаж | Екіпаж | Загинули | Країна             | Конвой |
| ----------------- | ----------------------- | ----------------- | ------ | --- | ------ | -------- | ------------------ | ------ |
| 13 березня 1943   | Cities Service Missouri | Паровий танкер    | 7,506  | 24 000 барелів водного баласту | 54     | 2        | США                | GAT-49 |
| 13 березня 1943   | Ceres                   | Торговий пароплав | 2,680  | 3386 тонн генеральних вантажів, включаючи продукти харчування, техніку, гелій і моторний човен                                                                                 | 39     | 2        | Нідерланди         | GAT-49 |
| 21 жовтня 1943    | HMS Orfasy (T204)       | Траулер           | 545    | | 34     | 34       | Британська імперія |        |
| 22 жовтня 1943    | Litiopa                 | Паровий танкер    | 5,356  | Баласт | 35     | 0        | Норвегія           |        |
| 31 жовтня 1943    | New Columbia            | Торговий пароплав | 6,574  | 5500 тонн африканської продукції, в тому числі 2500 тонн бавовни, 1500 тонн міді, 600 тонн пива, 350 тонн пальмової олії, 350 тонн копри, 100 тонн ядер, 100 тонн рису і пошти | 84     | 0        | Британська імперія |        |
| 30 листопада 1943 | Fort de Vaux            | Торговий пароплав | 5,186  | 5300 тонн кави, бавовни, деревини і пальмової олії | 61     | 0        | Франція            |        |

## Звання
- Кандидат в офіцери (3 квітня 1937)
- Морський кадет (21 вересня 1937)
- Фенріх-цур-зее (1 травня 1938)
- Оберфенріх-цур-зее (1 липня 1939)
- Лейтенант-цур-зее (1 серпня 1939)
- Оберлейтенант-цур-зее (1 вересня 1941)
- Капітан-лейтенант (1 липня 1944, посмертно)

## Нагороди
- Залізний хрест 2-го і 1-го класу
- Нагрудний знак підводника
- Німецький хрест в золоті (21 січня 1944)